# Dewayne Dedmon
Dewayne Jamal Dedmon (Lancaster, 12 de agosto de 1989) é um jogador norte-americano de basquete profissional que atualmente joga pelo Philadelphia 76ers da National Basketball Association (NBA).
Não selecionado no draft da NBA de 2013, Dedmon juntou-se ao Miami Heat para disputar a Orlando Summer League e ao Dallas Mavericks para a Las Vegas Summer League e, após isso, assinou com o Golden State Warriors. Depois ele passou por Orlando Magic, San Antonio Spurs, Sacramento Kings e Atlanta Hawks

## Carreira no ensino médio
Dedmon frequentou a Lancaster High School em Lancaster, Califórnia. Embora alto e atlético, Dedmon não jogava basquete no ensino médio até o seu último ano devido a objeções religiosas de sua mãe. Sua mãe, uma devota testemunha de Jeová, acreditava que isso poderia afetar sua devoção religiosa.
Depois de completar 18 anos, Dedmon, que já havia atingido 2,03 m, decidiu exercer sua maioridade e começar a jogar. Depois de se formar em Lancaster em 2008, Dedmon cursou a Antelope Valley College como estudante de meio período e não jogou basquete durante a temporada de 2008-09.

## Carreira universitária

### Antelope Valley
Como calouro no Antelope Valley, em 2009-10, Dedmon, que tinha 2,13 m de altura, ajudou a equipe a alcançar um recorde de 17-14 com médias de 6,6 pontos e 7,8 rebotes. 
Ele também teve 46 bloqueios e empatou o recorde da universidade com sete bloqueios contra o Chaffey College em 22 de janeiro de 2010. Cinco dias depois contra Victor Valley, ele sofreu uma lesão no osso da testa e na cavidade nasal quando foi atingido por um cotovelada. A lesão obrigou Dedmon a perder os últimos sete jogos da temporada regular, mas ele voltou para os playoffs, onde registrou 5 pontos e 13 rebotes em seu primeiro jogo na volta, uma vitória contra Miramar College em 24 de fevereiro.

### USC

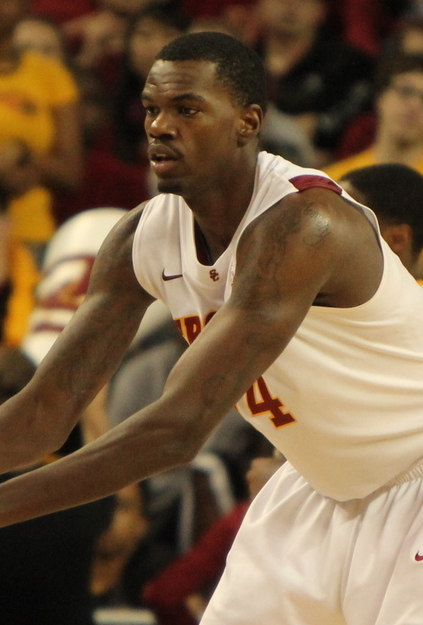
Dedmon na USC em 2012

Em 14 de abril de 2010, Dedmon assinou com USC e, posteriormente, não jogou na temporada de 2010-11 devido aos regulamentos de transferência da NCAA. Ele completou um semestre em Antelope Valley, mas não jogou na equipe de basquete para manter três temporadas completas de elegibilidade. Ele começou a jogar na USC no segundo semestre de 2010-11.
Em seu segundo ano na USC, Dedmon enfrentou várias lesões que reduziram seu desenvolvimento, mas ainda conseguiu médias de 7,6 pontos e 5,5 rebotes em 20 jogos (sendo titular em todos). Ele teve 18 pontos contra Oregon em 19 de janeiro de 2012 e teve oito pontos e oito rebotes contra Oregon State em 21 de janeiro. Cinco dias depois contra Colorado, ele sofreu uma lesão no joelho esquerdo que encerrou a sua temporada.
Na temporada de 2012–13, Dedmon liderou os Trojans com médias de 6,7 pontos e 7,0 rebotes em 31 jogos (29 como titular). Ele marcou 18 pontos contra Washington em 6 de março, mas foi suspenso indefinidamente em 12 de março, após um incidente relatado na noite de sábado no centro de Spokane entre jogadores da USC e frequentadores de bares locais. Dois dias após o anúncio das suspensões, USC perdeu por 69-66 para Utah na rodada de abertura do torneio da Pac-12. Os Trojans terminaram a temporada com um recorde de 14-18.
Em 24 de abril de 2013, Dedmon se declarou para o draft da NBA de 2013, deixando seu último ano de elegibilidade universitária.

## Carreira profissional

### Golden State Warriors (2013)
Depois de não ser selecionado no draft da NBA de 2013, Dedmon se juntou ao Miami Heat para a Summer League de Orlando e ao Dallas Mavericks para a Summer League de Las Vegas. Em 23 de setembro de 2013, ele assinou com o Golden State Warriors. No entanto, ele foi dispensado em 25 de outubro, depois de jogar em cinco jogos na pré-temporada. Em 1º de novembro, ele foi adquirido pelo Santa Cruz Warriors da G-League como jogador afiliado do Golden State.
Em 18 de novembro de 2013, Dedmon assinou novamente com o Golden State Warriors, mas foi designado de volta ao Santa Cruz no dia seguinte. Ele foi convocado pelo Golden State em 20 de novembro, transferido em 24 de novembro e novamente em 25 de novembro. Em 5 de dezembro, ele foi dispensado pelo Golden State depois de jogar em quatro jogos pela equipe. Cinco dias depois, ele foi readquirido pelo Santa Cruz.

### Philadelphia 76ers (2014)
Em 14 de janeiro de 2014, Dedmon assinou um contrato de 10 dias com o Philadelphia 76ers. No dia seguinte, ele estreou na equipe e registrou  7 rebotes e 2 bloqueios em 14 minutos de uma vitória de 95-92 sobre o Charlotte Bobcats.
Em 24 de janeiro, ele assinou um segundo contrato de 10 dias com os 76ers. Depois que esse contrato expirou em 2 de fevereiro, os 76ers decidiram não contratá-lo pelo resto da temporada.

### Orlando Magic (2014–2016)
Em 25 de fevereiro de 2014, Dedmon assinou um contrato de 10 dias com o Orlando Magic. Ele assinou um segundo contrato de 10 dias com o Magic em 7 de março e depois um contrato de vários anos em 17 de março.
Ele passou sua primeira temporada completa da NBA com o Magic na temporada de 2014-15. Em 8 de março de 2015, ele teve o seu melhor jogo da temporada com 11 pontos e 16 rebotes na vitória por 103-98 sobre o Boston Celtics.
Em 5 de março de 2016, ele foi designado para o Erie BayHawks, afiliado do Magic na D-League. Dois dias depois, ele foi chamado pelo Magic. Em 26 de março de 2016, ele registrou 18 pontos e 13 rebotes em 22 minutos como titular em uma vitória por 111-89 sobre o Chicago Bulls.

### San Antonio Spurs (2016-2017)
Em 14 de julho de 2016, Dedmon assinou um contrato de 2 anos e US$5.9 milhões com o San Antonio Spurs. Ele estreou nos Spurs em 25 de outubro de 2016, registrando dois pontos, oito rebotes, um roubo de bola e dois bloqueios em 16 minutos, em uma vitória por 129-100 sobre o Golden State Warriors.
Em 10 de fevereiro de 2017, Dedmon registrou 17 pontos e 17 rebotes ajudando a equipe a vencer por 103-92 sobre o Detroit Pistons.

### Atlanta Hawks (2017–2019)
Em 21 de julho de 2017, Dedmon assinou com o Atlanta Hawks. Em 15 de novembro de 2017, ele registrou 20 pontos e 14 rebotes em uma vitória de 126-80 sobre o Sacramento Kings. Em 29 de novembro de 2017, ele foi descartado por três a seis semanas devido a uma reação de estresse na tíbia esquerda. Ele voltou à ação em 8 de janeiro contra o Los Angeles Clippers com uma restrição de minutos depois de perder 19 jogos.
Em 11 de fevereiro de 2018, Dedmon registrou 20 pontos e 13 rebotes em uma vitória de 118-115 sobre o Detroit Pistons. Em 20 de março de 2018, ele registrou 15 pontos e 15 rebotes em uma vitória de 99-94 sobre o Utah Jazz.
Em 16 de dezembro de 2018, Dedmon teve 24 pontos e 12 rebotes em uma derrota de 144-127 para o Brooklyn Nets. Em 26 de dezembro, ele registrou 18 pontos e 15 rebotes em uma derrota de 129-121 para o Indiana Pacers. Em 21 de janeiro de 2019, ele marcou 24 pontos e acertou cinco dos sete arremessos de três pontos em uma derrota por 122-103 para o Orlando Magic.
Em 31 de março, ele foi descartado pelo resto da temporada com uma lesão no tornozelo esquerdo.

### Sacramento Kings (2019–2020)
Em 8 de julho de 2019, o Sacramento Kings assinou um contrato de três anos e US$ 40 milhões com Dedmon.
Dedmon passou por uma fase ruim nos arremessos no perímetro e perdeu tempo de jogo para Richaun Holmes, sendo retirado por completo da escalação. Em 2 de janeiro de 2020, a NBA multou Dedmon em US $ 50.000 por solicitar publicamente uma negociação.

### Retorno a Atlanta (2020)
Em 6 de fevereiro de 2020, Dedmon foi negociado de volta a Atlanta, juntamente com duas escolhas de segunda rodada em 2020 e 2022, em troca de Jabari Parker e Alex Len.
Em 20 de novembro de 2020, ele foi negociado com o Detroit Pistons em troca de Tony Snell e Khyri Thomas, mas foi dispensado pela equipe quatro dias depois.

### Miami Heat (2021–2023)
Em 8 de abril de 2021, Dedmon assinou um contrato até o fim da temporada com o Miami Heat. Em 6 de agosto de 2021, Dedmon assinou um contrato de 1 ano e US$2.39 milhões com o Heat.
Em 6 de julho de 2022, Dedmon assinou um contrato de 2 anos e US$ 9 milhões com o Heat. Em 11 de janeiro de 2023, a equipe suspendeu Dedmon por um jogo devido a um incidente durante um jogo com o Oklahoma City Thunder. Dedmon discutiu com o técnico do Heat, Erik Spoelstra, e jogou um objeto na quadra, resultando em sua expulsão do jogo.
Em 7 de fevereiro de 2023, Dedmon foi negociado, junto com uma escolha de segunda rodada de 2028, para o San Antonio Spurs em troca de dinheiro. Em 9 de fevereiro, ele foi dispensado pelos Spurs.

### Retorno ao 76ers (2023–Presente)
Em 14 de fevereiro de 2023, Dedmon um contrato até o fim da temporada com o Philadelphia 76ers.

## Estatísticas da carreira

### NBA

#### Temporada regular
| Ano      | Equipe       | PJ  | PT  | MPJ  | AP   | 3P   | LL   | RT  | AS  | BR  | TO  | PPJ  |
| -------- | ------------ | --- | --- | ---- | ---- | ---- | ---- | --- | --- | --- | --- | ---- |
| 2013–14  | Golden State | 4   | 0   | 1.5  | .000 | —    | .500 | .0  | .0  | .0  | .0  | .3   |
| 2013–14  | Philadelphia | 11  | 0   | 13.6 | .517 | —    | .538 | 4.5 | .3  | .0  | .8  | 3.4  |
| 2013–14  | Orlando      | 16  | 6   | 14.6 | .434 | —    | .765 | 4.9 | .1  | .4  | .8  | 3.7  |
| 2014–15  | Orlando      | 59  | 15  | 14.3 | .562 | .000 | .531 | 5.0 | .2  | .3  | .8  | 3.7  |
| 2015–16  | Orlando      | 58  | 20  | 12.2 | .559 | —    | .750 | 3.9 | .2  | .4  | .8  | 4.4  |
| 2016–17  | San Antonio  | 76  | 37  | 17.5 | .622 | —    | .699 | 6.5 | .6  | .5  | .8  | 5.1  |
| 2017–18  | Atlanta      | 62  | 46  | 24.9 | .524 | .355 | .779 | 7.9 | 1.5 | .6  | .8  | 10.0 |
| 2018–19  | Atlanta      | 64  | 52  | 25.1 | .492 | .382 | .814 | 7.5 | 1.4 | 1.1 | 1.1 | 10.8 |
| 2019–20  | Sacramento   | 34  | 10  | 15.9 | .404 | .197 | .821 | 4.9 | .4  | .4  | .8  | 5.1  |
| 2019–20  | Atlanta      | 10  | 8   | 23.3 | .393 | .222 | .875 | 8.2 | .7  | 1.0 | 1.5 | 8.1  |
| 2020–21  | Miami        | 16  | 0   | 13.1 | .708 | .200 | .741 | 5.4 | .8  | .6  | .4  | 7.1  |
| 2021–22  | Miami        | 67  | 15  | 15.9 | .566 | .404 | .750 | 5.8 | .7  | .4  | .6  | 6.3  |
| 2022–23  | Miami        | 30  | 0   | 11.7 | .496 | .297 | .727 | 3.6 | .5  | .2  | .5  | 5.7  |
| Carreira | Carreira     | 507 | 209 | 15.6 | .482 | .257 | .714 | 5.2 | .5  | .4  | .7  | 5.6  |

#### Playoffs
| Ano      | Equipe      | PJ | PT | MPJ  | AP   | 3P   | LL   | RT  | AS | BR | TO | PPJ |
| -------- | ----------- | -- | -- | ---- | ---- | ---- | ---- | --- | -- | -- | -- | --- |
| 2017     | San Antonio | 12 | 3  | 8.0  | .609 | .000 | .531 | 3.9 | .3 | .2 | .3 | 3.8 |
| 2021     | Miami       | 4  | 0  | 14.3 | .556 | .333 | .800 | 4.5 | .8 | .0 | .5 | 6.3 |
| 2022     | Miami       | 14 | 0  | 9.9  | .467 | .100 | .833 | 3.0 | .4 | .1 | .2 | 3.8 |
| Carreira | Carreira    | 30 | 3  | 10.7 | .544 | .144 | .721 | 3.8 | .5 | .1 | .3 | 4.6 |

### Universitário
| Ano      | Equipe   | PJ | PT | MPJ  | AP   | 3P   | LL   | RT  | AS  | BR  | TO  | PPJ |
| -------- | -------- | -- | -- | ---- | ---- | ---- | ---- | --- | --- | --- | --- | --- |
| 2011–12  | USC      | 20 | 20 | 23.3 | .551 | .000 | .537 | 5.5 | 0.3 | 0.7 | 1.0 | 7.6 |
| 2012–13  | USC      | 31 | 29 | 22.3 | .500 | .000 | .681 | 7.0 | 0.6 | 1.1 | 2.1 | 6.7 |
| Carreira | Carreira | 51 | 49 | 22.8 | .525 | .000 | .609 | 6.2 | 0.4 | 0.9 | 1.5 | 7.1 |

Fonte:

## Vida pessoal
Dedmon é filho de Thomas Dedmon e Gail Lewis e tem duas irmãs mais velhas, Sabrina e Marina. Seu pai morreu por suicídio quando ele tinha apenas três anos de idade, enquanto sua mãe é uma ávida testemunha de Jeová.

Dedmon se casou com Kayla Dedmon em 21 de agosto de 2019. Eles deram as boas-vindas a um menino, Dewayne Jamal Dedmon II, em 14 de novembro de 2018.